# Tênis nos Jogos Pan-Americanos de 1975
As competições de tênis nos Jogos Pan-Americanos de 1975 foram realizadas na Cidade do México, México. Foi a sexta edição do esporte no evento, que foi disputado para ambos os sexos. O esporte retornou após estar ausente em 1971.

## Medalhistas
Masculino
| Evento           | Ouro                                          | Prata                                     | Bronze                                     |
| ---------------- | --------------------------------------------- | ----------------------------------------- | ------------------------------------------ |
| Simples detalhes | Kenneth Walts USA Estados Unidos              | Adolfo González MEX México                | Freddy de Jesus PUR Porto Rico             |
| Duplas detalhes  | Kenneth Walts Bruce Manson USA Estados Unidos | Adolfo González Raúl Contreras MEX México | João Soares José Carlos Schmidt BRA Brasil |

Feminino
| Evento           | Ouro                                              | Prata                                          | Bronze                                        |
| ---------------- | ------------------------------------------------- | ---------------------------------------------- | --------------------------------------------- |
| Simples detalhes | Lele Forood USA Estados Unidos                    | Patrícia Medrado BRA Brasil                    | Leyla Musalem CHI Chile                       |
| Duplas detalhes  | Sandra Stap Stephanie Tolleson USA Estados Unidos | Maria Cristina Andrade Wanda Ferraz BRA Brasil | Iluminada Conceptión Marta Domínguez CUB Cuba |

Misto
| Evento          | Ouro                                        | Prata                                          | Bronze                                       |
| --------------- | ------------------------------------------- | ---------------------------------------------- | -------------------------------------------- |
| Duplas detalhes | Lele Forood Hank Pfister USA Estados Unidos | María de Annexy Freddy de Jesús PUR Porto Rico | Alejandra Vallejo Adolfo González MEX México |

## Quadro de medalhas
| Ordem | País               | Medalha de ouro | Medalha de prata | Medalha de bronze |    |
| ----- | ------------------ | --------------- | ---------------- | ----------------- | -- |
| 1     | USA Estados Unidos | 5               |                  |                   | 5  |
| 2     | BRA Brasil         |                 | 2                | 1                 | 3  |
| 2     | MEX México         |                 | 2                | 1                 | 3  |
| 4     | PUR Porto Rico     |                 | 1                | 1                 | 2  |
| 5     | CHI Chile          |                 |                  | 1                 | 1  |
| 5     | CUB Cuba           |                 |                  | 1                 | 1  |
| TOTAL | TOTAL              | 5               | 5                | 5                 | 15 |

## Ligação externa
- VII Juegos Panamericanos Mexico 75 Memoria (PDF), pág. 563–574
- Jogos Pan-Americanos de 1975